# Wolfgang Hohlbein
Wolfgang Hohlbein (* 15. srpna 1953 Výmar, Durynsko) je německý spisovatel sci-fi, fantasy a hororu fiction, který žije v blízkosti Neuss v Severním Porýní-Vestfálsku. Jeho manželka, Heike, je také spisovatelka a se svým manželem často spolupracuje. Wolfgang a Heike spolu mají dceru Rebeccu, která se rovněž věnuje psaní románů, v Česku vyšlo její dílo Vzhůru k nebesům.

## Biografie
Patří mezi nejčtenější německé autory současnosti. S psaním povídek začal již ve věku patnácti let. Spolu s manželkou napsal román Märchenmond (česky "Kouzelný měsíc"). S tímto dílem se zúčastnili literární soutěže, kterou vyhráli a román se stal během poměrně krátké doby bestsellerem.
V současné době má na svém kontě více než dvě stě knih, z nichž značná část byla přeložena i do jiných jazyků (mimo jiné i do češtiny). I přes tyto úspěchy byl až v roce 2006 prvním dílem přeloženým do angličtiny román Märchenmond a publikován ve Spojených státech amerických. Sám tvrdí, že Hagen von Tronje (adaptace germánské legendy) je jeho vlastním nejoblíbenějším dílem. Patří mezi autory, jehož díla vyšla i v České republice. Zatím posledními díly, které se dostaly na český trh jsou dva díly trilogie Letopisy Elfů a tři díly z legendy o pokladu Nibelungů.